# Nikolaj Petrow (Eishockeyspieler)
Nikolaj Petrow (bulgarisch Николай Петров; * 9. September 1957) ist ein ehemaliger bulgarischer Eishockeyspieler. 

## Karriere
Nikolaj Petrow nahm für die bulgarische Nationalmannschaft an den Olympischen Winterspielen 1976 in Innsbruck teil. Mit seinem Team belegte er den zwölften und somit letzten Platz. Er selbst kam im Turnierverlauf in sechs Spielen zum Einsatz und erzielte dabei ein Tor. 